# Булкиза
Булкиза или Булчиза, в по-старата литература известен и с традиционното си име Булчица (на албански: Bulqizë или Bulqiza), е град в Република Албания, център на община Булкиза в административна област Дебър. Градът има около 11 000 жители. Разположен е между планините Душкоч от юг и Черника – от север.

## География
Покрай града преминава трасето на Албанския път. На 10 km западно от града започва изцяло новото трасе, което през планината Дайти ще свързва Тирана с Дебър.

## История
Според статистиката на Васил Кънчов („Македония. Етнография и статистика“) Булчиза е част от Грика Маде (Голема Река) и в него живеят 900 души арнаути мохамедани.
На Етнографската карта на Битолския вилает на Картографския институт в София от 1901 година Булкичар е чисто албанско село в Дебърската каза на Дебърския санджак със 199 къщи.
В 1915 година, по време на Първата световна война, селото е анексирано от Царство България. Към 1 март 1916 година Булчица е център на община в българската Дебърска околия и има около 800 къщи.